# Adolph Heinrich Strodtmann
Adolph Heinrich Strodtmann, bis 1802: Hinrich, (getauft am 7. August 1753 in Preetz; † 10. Oktober 1839 in Hadersleben) war ein deutscher Theologe und Pädagoge.

## Leben und Wirken

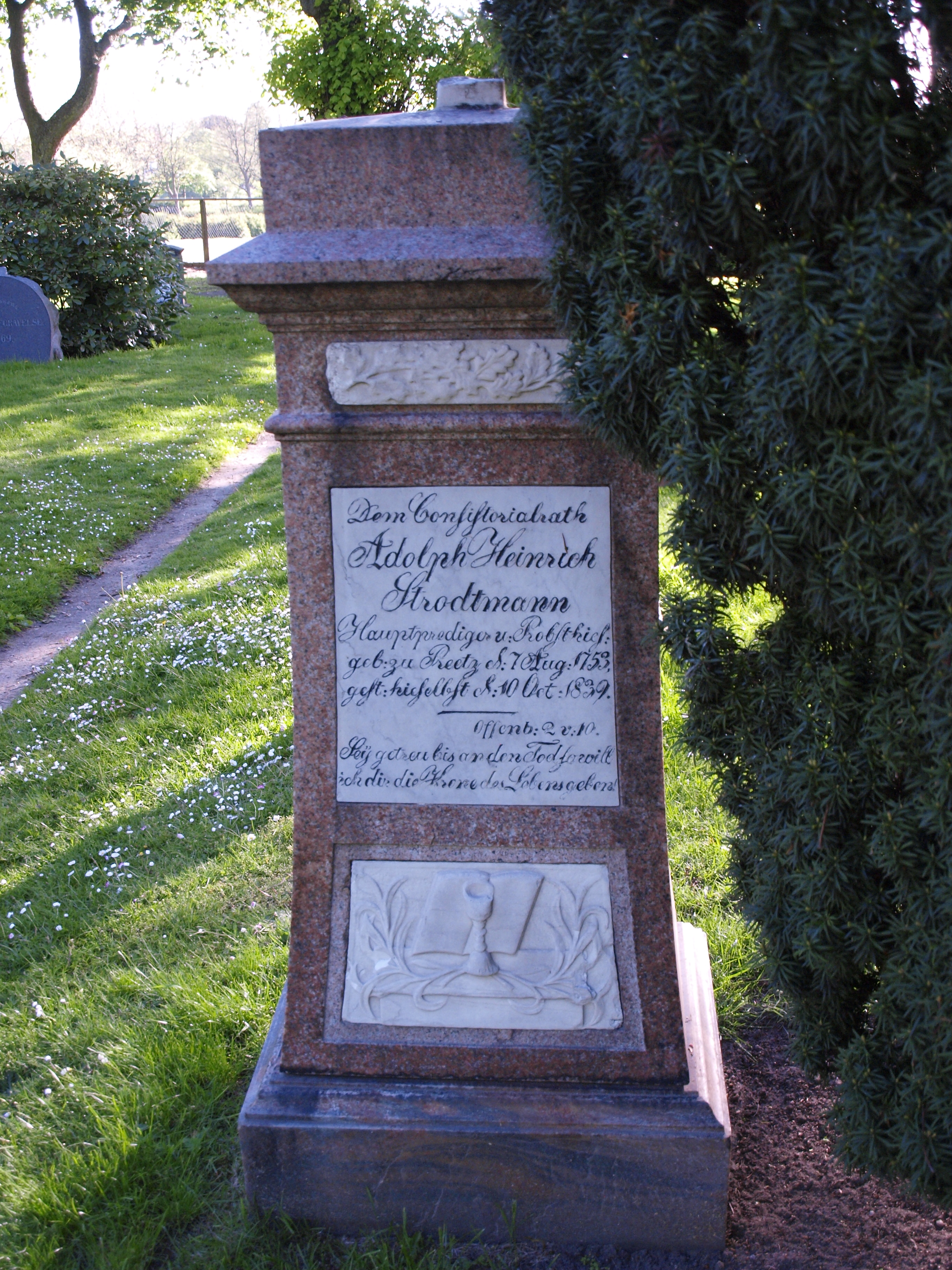
Grabstein in Haderslev

Adolph Heinrich Strodtmann war ein Sohn von Johann Strodtmann (* 21. April 1700 in Preetz; † 10. Juli 1757) und dessen dritter Ehefrau Margaretha Elisabeth, geborene Nordtmann (* 22. September 1730 in Bad Segeberg). Die Vorfahren der Familie Strodtmann väterlicherseits lebten seit drei Generationen in Preetz, wo sie als Kauf- und Handelsleute arbeiteten. Stammvater der Familie war der Bürger und Kaufmann Friedrich Strodtmann, der seit 1631 in Lübeck lebte und 1668 dort starb.
Strodtmann besuchte die Domschule Schleswig und studierte ab 1772 an der Universität Göttingen. An Michaelis 1774 wechselte er an die Universität Kiel, an der seinerzeit nur ungefähr 100 Personen studierten. Von 1776 bis 1778 arbeitete er als „Informator“ der beiden Söhne von Gräfin Ahlefeld in Glückstadt. Er bestand das Examen und war von 1778 bis 1785 Rektor der Lateinschule in Hadersleben. Er galt als fleißiger, geschickter und treuer Schulleiter, der sich somit das Ansehen der Bevölkerung erwarb. Hatten bis zu seinem Amtsantritt maximal drei Schüler das Abitur abgelegt, steigerte er deren Anzahl auf neun.
Aufgrund der geringen Entlohnung als Schulleiter wechselte Strodtmann als Prediger nach St. Peter in Eiderstedt. Hier arbeitete er von 1785 bis 1797. Seine Amtskollegen wählten ihn gemäß dem Eiderstedter Privileg für zwei Jahre zum Propst.
Ende 1796 erhielt Strodtmann einen Ruf als Prediger und Propst nach Hadersleben. Er sollte dort seinen Schwiegervater, den Konsistorialrat Cretschmer, zunächst unterstützen und später dessen Stelle übernehmen. Seine Amtseinführung an der Marienkirche erfolgte am 26. März 1797. Hier arbeitete er bis 1839 umfangreich und erfolgreich.
In Hadersleben beschäftigte sich Strodtmann insbesondere im moralisch-erzieherischen Sinne der praktischen Theologie im Zeitalter der Aufklärung. Er wollte vor allem gemeinnützige Tätigkeiten fördern, was ihm als Propst umfassend möglich war. Er hielt viele Reden und verfasste Texte, denen zu entnehmen ist, dass der Mensch in diesem Sinne vorgehen werde, wenn ihm bekannt sei, welche Dinge gut und hilfreich seien. Der Theologe arbeitete stets basierend auf einer biblischen Grundlage, die von einer natürliche Frömmigkeit und lebendigem Rationalismus geprägt war. 
Anlässlich seines 50-jährigen Dienstjubiläums wurde er für seine Verdienste in der Region zum Konsistorialrat ernannt.

## Familie
Strodtmann heiratete am 2. November 1779 oder 1780 Elisabeth Magdalena Cretschmer (* 2. September 1761 in Maugstrup). In zweiter Ehe heiratete er am 14. Oktober 1803 die Predigertochter Sophia Amalie Mygind (* 1774 in Flemløse). Aus diesen Ehen gingen insgesamt zehn Kinder hervor, darunter der Theologe Johann Sigismund.